# هيبو نورة
«هبو محمد نور» المعروفة أكثر باسم هيبو نورة (بالصومالية: Hibo Nuura, Hibo Maxamed Nuur)،  إحدى أبرز المطربات الصوماليات، وُلِدت في عام 1954م.

## تاريخها
«هيبو نورة» وُلِدت في الصومال عام 1954 م، وبدأت مهنتها الموسيقية في سن المراهقة في عام 1968، واكتسبت شعبية كعضوة  في المجموعة الموسيقية الصومالية (وابيري- Waaberi) في 1972م.
واشتُهِرت بتأديتها لأغاني الحب والأغاني الوطنية والقومية. وامتدت حياتها المهنية نحو 50 عامًا، وفي ذلك الوقت أصبحت واحدة من أشهر المطربات الصوماليات.
وابتداءًا من عام 1992م انتقلت نورة إلى الخارج حيث عاشت في مينيابوليس، مينيسوتا ، وعادت إلى مقديشو بعد 22 عامًا في سبتمبر 2014م.
وفي أوائل عام 2015م شاركت نورة في مكالمة هاتفية عالمية مع «الملا» الصوماليين- تيار إسلامي صومالي-؛ حيث ضغطوا عليها لإنهاء مهنتها الغنائية، وأصَرّوا على أن الغناء مصحوبًا بالموسيقى حرام. أعلنت هيبو نورة أنها ستترك العمل الغنائي في فبراير 2015 م من أجل الله وطلبت من الناس عدم الاستماع إلى أغانيها، لكنها أشارت إلى أنها ستستمر في غناء للأغاني القومية والوطنية.